# Отважне
Отважне (рос. Отважное) — селище Багратіоновського району, Калінінградської області Росії. Входить до складу Нівенського сільського поселення.
Населення — 343 особи (2015 рік).